# Epidendrum kusibabii
Epidendrum kusibabii là một loài thực vật có hoa trong họ Lan. Loài này được Szlach., Kulak, Rutk. & Marg. mô tả khoa học đầu tiên năm 2006.